# Thomas G. Waites
Pour les articles homonymes, voir Waites.
Thomas G. Waites (né le 8 janvier 1955) est un acteur américain né à Philadelphie.

## Filmographie
- 1978 : QHS (On the Yard) : Chilly
- 1979 : Justice pour tous (...and justice for all) : Jeff McCullaugh
- 1979 : Les Guerriers de la nuit (The Warriors) : Fox
- 1982 : The Thing : Windows
- 1986 : Le Clan de la caverne des ours (The Clan of the Cave Bear) : Broud
- 1987 : Light of Day : Smittie
- 1987 : The Verne Miller Story : Al Capone
- 1987 : Blue-Jean Cop (Shakedown) de James Glickenhaus : L'officier Kelly
- 1990 : Les Anges de la nuit (State of Grace) : L'homme de main de Frankie
- 1991 : McBain : Gill
- 1995 : Money Train : Le capitaine sur la barricade
- 1996 : Timelock : Le gardien Andrews
- 1997 : Wanted : Recherché mort ou vif (Most Wanted) : Un sergent
- 1999 : American Virgin : Grip
- 1999 : Rites of Passage (en) : John Willio
- 2010 : An Affirmative Act : Samuel 'Dixie' Backus
- 2011 : The Grand Theft : Randy Lemar